# ارگنه علیا
ارگنه علیا، روستایی از توابع بخش مرکزی شهرستان صحنه در استان کرمانشاه ایران است.

## جمعیت
این روستا در دهستان گاماسیاب (صحنه) قرار دارد و براساس سرشماری مرکز آمار ایران در سال ۱۳۸۵، جمعیت آن حدود ۴۵۰ نفر (۶۴خانوار) بوده‌است.

## آثار تاریخی و طبیعی
تپه ای به نام توره ریز که اهالی روستا معتقدند در زمان گذشته به جای آن تپه کاخ بوده است و الان هم شواهدی در این بارع وجود دارد.اهالی روستا میگویند:در زیر این تپه هفت در وجود دارد که در آن زمان راه ورود به کاخ بوده است اما هنوز این کاخ به طور کامل کشف نشده است.
یکی دیگر از مناطق زیبا و طبیعی روستای ارگنه علیا تپه چوک چیمه است که در فصل  بهار مکانی برای چرای دام است. ارتفاع این تپه حدود ۲۰۰ الی ۳۰۰ متر است.
از دیگر مناطق طبیعی این روستا آبشار بَره دُکانا ی آن است که ارتفاع آن حدود ۱۰ متر است که بین دو تپه ی مرتفع قرار دارد و در فصل های بهار و زمستان پر آب است.همچنین از دیگر مناطق طبیعی و دلنشین ارگنه میتوان قنات ارگنه را نام برد که همیشه پر آب است.

## کشاورزی و فعالیت های اقتصادی
در این روستا محصولاتی از قبیل گندم،گشنیژ،برنج،شبدر،یونجه، لوبیا،نخود،عدس،ماش،شلغم و... کاشت می شود که سود خوبی برای اهالی روستا دارد.
همچنین بعضی از اهالی روستا در کنار کشاورزی به دامداری و باغداری نیز می رسند و اغلب باغ های گردو،شلیل،هلو،هلو انجیری و زردآلو دارند.